# Kraenzlinella erinacea
Kraenzlinella erinacea är en orkidéart som först beskrevs av Heinrich Gustav Reichenbach, och fick sitt nu gällande namn av Rodolfo Solano Gómez. Kraenzlinella erinacea ingår i släktet Kraenzlinella och familjen orkidéer. Inga underarter finns listade i Catalogue of Life.